# Certidão negativa
No Brasil, certidão negativa é um documento utilizado para comprovar a existência ou não de ação civil, criminal ou federal contra uma determinada pessoa.
Além destas, também existe a certidão negativa de débitos, como a de débitos previdenciários ou a de débitos trabalhistas, que são exigidas em várias situações, como contratos com o Poder Público, recebimento de incentivos fiscais, negócios imobiliários ou no arquivamento ou baixa de sociedades.
As certidões negativas tributárias já eram previstas na legislação brasileira pelo Código Tributário Nacional.